# Outubro (filme)
Oktyabr (cirílico: Октябрь; bra/prt Outubro) é um filme mudo soviético de 1927, dos gêneros drama histórico, dirigido por Serguei Eisenstein e Grigori Aleksandrov.
Trata-se de uma celebração dramática da Revolução de Outubro de 1917, produzida dez anos depois do evento.
Originalmente lançado como Outubro na União Soviética, o filme foi reeditado e lançado internacionalmente como Dez Dias Que Abalaram o Mundo, depois do livro de John Reed sobre a revolução.

## Enredo
O filme se inicia com os festejos depois da Revolução de Fevereiro e estabelecimento do governo provisório, retratando a derrubada do monumento em homenagem ao czar. É demonstrado o período de fome e guerra durante o governo provisório. A linha do tempo até a revolução de outubro é dramatizada com intertítulos apontando as datas dos eventos.
Abril de 1917 Vladimir Lenin retorna a uma estação ferroviária repleta de sectários.
Julho de 1917 As manifestações na praça Navsky são reprimidas pelo exército. O governo ordena repelir a classe trabalhadora do centro da cidade, e numa sequência dramática as pontes são levantadas com os corpos dos bolcheviques estendidos sobre a plataforma enquanto os burgueses jogam no rio cópias dos jornais bolcheviques.
O quartel general dos bolcheviques também é destruído pelas classes dominantes, e o governo provisório ordena a prisão de Lenin, que se refugiou nos subterrâneos do metrô mas continuava a comandar os planos da revolução. O governo provisório, liderado por Alexander Kerensky, é zombeteiramente caracterizado e comparado ao governo fracassado de Napoleão, antes de ser satiricamente acusado de ser um aspirante ao trono russo.
O general Kornilov avança com suas tropas sobre Petrogrado. Enquanto o governo está desamparado, os bolcheviques se preparam para uma defensiva em nome de “Deus e do país”. Os bolcheviques tomam o controle do arsenal da cidade e o general Kornilov é preso. Folhetos são distribuídos espalhando a mensagem da revolução, e os trabalhadores são treinados para usar armas a fim de estarem preparados para a última e decisiva batalha.
Outubro de 1917 o comitê bolchevique vota para aprovar a proposta de revolução de Lenin.
24 de outubro Lenin retorna a superfície depois de quatro meses escondido e toma o controle da revolta nas vésperas do dia 25. Uma mensagem é mandada para o povo declarando que o governo provisório foi deposto em 25 de outubro, as 10 da manhã.
25 de outubro o cruzador Aurora recusa a sair do porto enquanto os trabalhadores tomam o controle das pontes. O ministro da guerra chama as tropas para socorrer o governo deposto, e os cossacos e o Batalhão feminino da Morte chegam no Palácio de Inverno (hoje, Museu Hermitage) e ficam de guarda na sala principal do complexo. O governo provisório elabora um apelo para os cidadãos tentando recuperar a legitimidade, mas a tarde um congresso é realizado incluindo delegações de todas as partes do país e os soviéticos são eleitos para assumir o poder.
Com o armamento e preparações feitas pelo Comitê Militar Revolucionário, os bolcheviques marcham imediatamente para o Palácio de Inverno e demandam a rendição dos inimigos. O governo provisório não dá uma resposta. O batalhão da morte feminino se rebela e mata seus superiores. Um grupo de soviéticos se infiltra no palácio através do porão e localizam as forças governamentais dentro do complexo. Os cossacos também se rebelam e se juntam aos soviéticos. No congresso, os menchiviques apelam para um evento sem sangue porém não são ouvidos.
O sinal é dado por um tiro do Aurora e a ofensiva começa a acontecer. Em sequência, em uma épico clímax, os soviéticos invadem o palácio em massa e esmagam as forças defensivas. Soldados no palácio percorrem o complexo em busca de objetos de valor, apenas para terem seus bolsos esvaziados pelo soviéticos depois de terem se rendido. Finalmente, os soviéticos derrubam a porta da sala principal do governo provisório e prendem os membros governamentais. Vladimir Aleksandrovitch Antonov-Ovseenko prepara uma declaração formal da deposição do governo. Relógios ao redor do mundo mostram a hora exata do sucesso da revolução e a comemoração soviética.
26 de outubro O novo governo estabelece uma nova ordem, decretando a paz na terra revolucionária.

## Elenco
- Vladimir Popov — Aleksandr Kerensky
- Vasili Nikandrov — Vladimir Lenin
- Lyaschenko — Alexander Konovalov
- Chibisov — Matvey Skobelev
- Boris Livanov — Mikhail Tereshchenko
- Mikhalev — Nikolai Kishkin
- Nikolai Podvoisky — Bolchevique
- Smelsky — Dmitry Verderevsky
- Eduard Tisse — Soldado alemão

## Produção

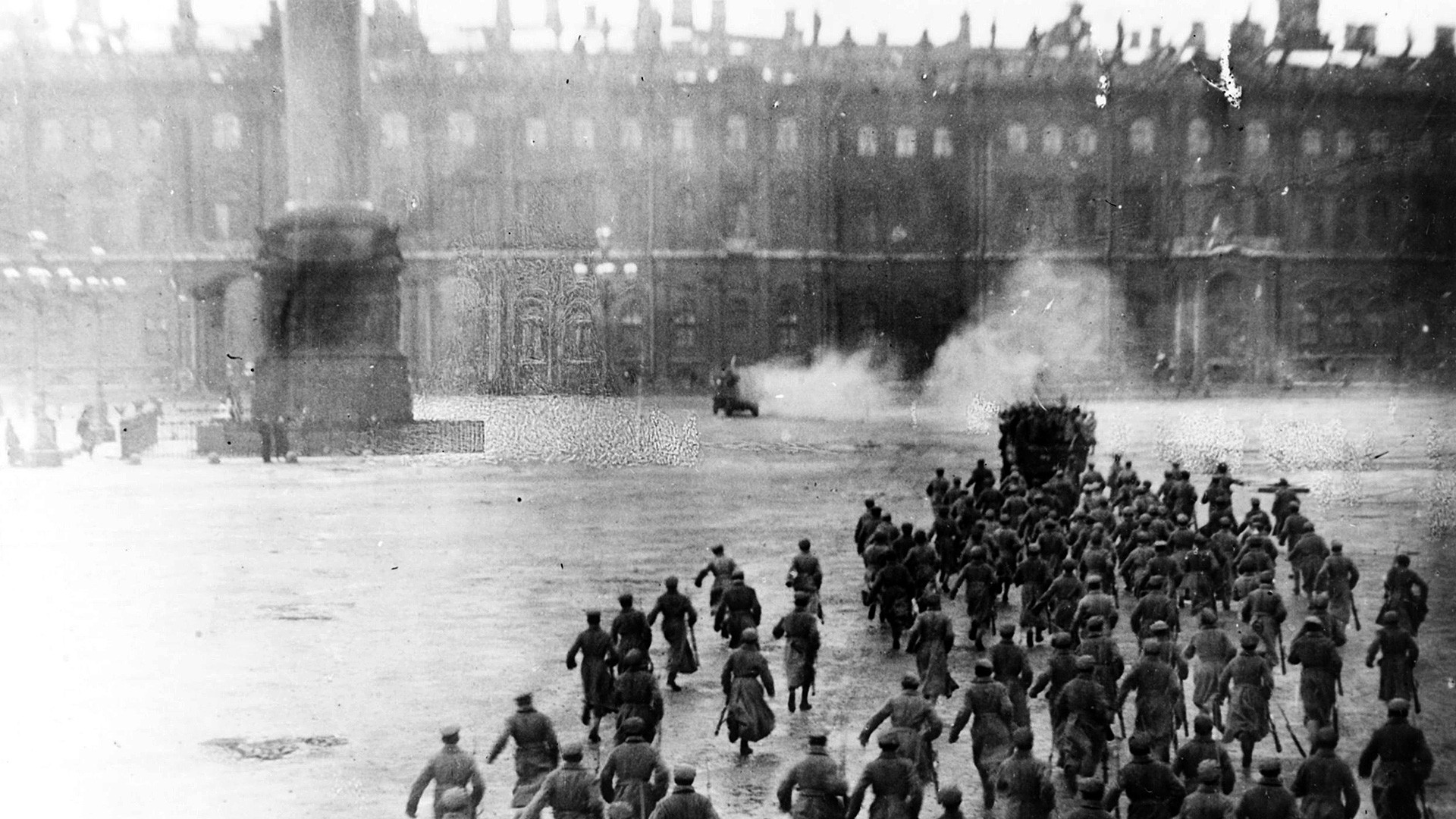
Cena da invasão do Palácio de Inverno

Outubro foi o primeiro de cinco filmes patrocinados pelo governo soviético em honra ao décimo aniversário da Revolução de Outubro (os outros foram "O fim de São Petersburgo", de Vsevolod Pudovikin, "Moscou em Outubro", de Boris V. Barnet, "Outubro e o Mundo Burguês", de G. M. Boltianski e o documentário "A Queda da Dinastia Romanov", de Esther Shub). Eisenstein foi chamado para ser o chefe do projeto por causa do seu sucesso internacional com Bronenosets Potyomkin em 1925. Nikolai Padvoisky, um dos soldados que lideraram o ataque no Palácio de Inverno, teve a incumbência geral do projeto. A cena da invasão foi baseada no espetáculo de 1920 “A invasão do Palácio de Inverno”, uma recriação histórica envolvendo Vladimir Lenin e centenas de guardas vermelhos, testemunhado por 100 mil espectadores. A cena é notável porque foi uma representação legítima e histórica da invasão ao Palácio de Inverno, já que não existem registros originais do evento, o que levou historiadores e cineastas a usarem a recriação de Eisenstein como objeto de estudo. Isso ilustra o sucesso propagandístico de Outubro.

## Estilo
Eisenstein usou o filme para desenvolver suas teorias sobre as estruturas dos filmes, usando um conceito que ele apelidou de “montagem intelectual”, editando junto as filmagens de objetos aparentemente desconexos em ordem para criar e encorajar comparações intelectuais entre eles. Um dos exemplos mais notáveis no filme dessa técnica é uma imagem barroca de Jesus que é comparada, através de uma série de sequência de imagens, com deidades hinduístas, Buda, deuses astecas e finalmente ídolos primitivos afim de sugerir as igualdades entre as religiões: o ídolo é comparado com o militarismo para criar uma ligação entre o patriotismo e fervor religioso pelo estado. Em outra sequência, Alexander Kerensky, chefe do governo provisório, é satiricamente comparado a um pavão mecânico.

## Trilha sonora
Em 1966, Dmitri Shostakovich fez uma nova trilha sonora para o longa metragem, a qual apareceu posteriormente em um dos DVDs lançados do filme.

## Recepção
O filme não foi um sucesso ou influente na União Soviética como  Bronenosets Potyomkin. A montagem de Eisenstein do filme foi desaprovada; as autoridades reclamaram que Outubro era ininteligível para as massas, e Eisenstein foi atacado – nem pela primeira nem pela última vez – pelo excesso de “formalismo”. Ele também foi chamado para reeditar o trabalho a fim de tirar as referências a Leon Trotsky, que tinha recentemente sido expurgado por Josef Stalin.
Apesar da falta de popularidade do filme, historiadores do cinema consideram o longa com uma experiência rica para ser assistida – um épico histórico de vasta escala, e uma prova poderosa da mente criativa e artística de Eisenstein. Vsevolod Pudovkin, depois de ter assistido o filme, declarou: “ Como eu queria ter feito tão incrível falha”.